# سيلفيو فرنانديز
سيلفيو فرنانديز (بالإسبانية: Silvio Fernández Dos Santos)‏ (3 يونيو 1974 في الأوروغواي - ) هو لاعب كرة قدم أوروغواني في مركز مهاجم. لعب مع ديفينسور سبورتينغ وسانتياغو واندررز وكولو-كولو ونادي بالستينو ونادي تشياباس ونادي راسينغ مونتيفيديو وناسيونال مونتيفيديو وفيلا إسبانيول ‏ وسنترال إسبانيول وCerro Largo F.C. ‏ وComayagua F.C. ‏ وProvincial Osorno ‏ وDeportivo Xinabajul ‏ ورينجرز دي تالكا وأونيفرسيداد دي كونسيبسيون ‏.